# ミゲル・ポルラン
チェンドことミゲル・ポルラン・ノゲーラ（Miguel Porlan Noguera "Chendo"、1961年10月12日 - ）は、スペイン・ムルシア州トターナ出身の元同国代表サッカー選手。現役時代のポジションはDF。20年近くに及ぶ選手キャリアをレアル・マドリード一筋で全うした。
快足を生かして度々サイドから攻撃参加をしてチャンスを作り、また守備でもカバーリングに長け、ディエゴ・マラドーナのマークなどの重要な仕事を任された。

## 経歴
ムルシア州、トタナで生まれたチェンドは、15歳でレアル・マドリードの下部組織に加入。1982年4月11日のCDカステリョン戦でトップチームデビュー。翌シーズン、2試合のリーグ戦に出場した。
1983-84シーズン始め、フアン・ホセが右サイドバックとして出場していたが、怪我によってチェンドにスターティングメンバーの座が巡ってきた。フアン・ホセの怪我が完治すると再びチェンドはベンチに戻ったが、そのシーズンが終わる頃には再び定位置を確保、最終的に26試合に出場した。チェンドの4年目は、25試合のリーグ戦と11試合のUEFAの大会に出場。そのシーズン、レアル・マドリードはUEFAカップを制覇したほか、同じくマドリードを本拠地とするライバルアトレティコ・マドリードを下してコパ・デ・ラ・リーガも獲得。
その後の8シーズンは右サイドバックの位置を不動のものとして297試合に先発出場し、キンタ・デル・ブイトレの一員としてリーガ・エスパニョーラ5連覇などのタイトル獲得に大きく貢献した。しかしその後はキケ・サンチェス・フローレスやクリスティアン・パヌッチらの存在により定位置を失い、最終シーズンはUEFAチャンピオンズリーグを制覇したが、チャンピオンズリーグでのチェンドの出場機会は1997年11月27日のローゼンボリBK戦のみであった。1998年5月20日のUEFAチャンピオンズリーグ・ユヴェントスFC戦が最後の試合となり、37歳のチェンドは引退した。かつて会長も務めたサンティアゴ・ベルナベウに次いで2人目となるレアル・マドリード一筋でプレーした選手となった。
スペイン代表としては、1986年1月22日のソ連代表戦でデビューし、メキシコW杯と1990年のイタリアW杯に出場した。
引退後は同クラブで働き、現在は代表責任者をしている。2011年5月に故郷ムルシアが地震に襲われたことに対するレアル・マドリード対ムルシア選抜のチャリティーマッチでは、サプライズで現役時代の背番号と同じ2番であるリカルド・カルヴァーリョのユニフォームを着て10分間ピッチに立った。

## クラブ成績
| クラブ             | シーズン | 国内リーグ | 国内リーグ | 国内カップ1 | 国内カップ1 | 欧州カップ2 | 欧州カップ2 | その他 | その他 | 通算 | 通算 |
| クラブ             | シーズン | 出場       | 得点       | 出場        | 得点        | 出場        | 得点        | 出場   | 得点   | 出場 | 得点 |
| ------------------ | -------- | ---------- | ---------- | ----------- | ----------- | ----------- | ----------- | ------ | ------ | ---- | ---- |
| レアル・マドリード | 1981-82  | 1          | 0          | 0           | 0           | 0           | 0           | 0      | 0      | 1    | 0    |
| レアル・マドリード | 1982-83  | 2          | 0          | 0           | 0           | 0           | 0           | 0      | 0      | 2    | 0    |
| レアル・マドリード | 1983-84  | 21         | 0          | 5           | 0           | 0           | 0           | 0      | 0      | 26   | 0    |
| レアル・マドリード | 1984-85  | 25         | 0          | 7           | 0           | 11          | 0           | 0      | 0      | 43   | 0    |
| レアル・マドリード | 1985-86  | 30         | 0          | 5           | 0           | 10          | 0           | 0      | 0      | 45   | 0    |
| レアル・マドリード | 1986-87  | 40         | 0          | 6           | 0           | 8           | 0           | 0      | 0      | 54   | 0    |
| レアル・マドリード | 1987-88  | 31         | 1          | 7           | 0           | 8           | 0           | 0      | 0      | 46   | 1    |
| レアル・マドリード | 1988-89  | 26         | 0          | 7           | 0           | 5           | 0           | 0      | 0      | 38   | 0    |
| レアル・マドリード | 1989-90  | 37         | 1          | 5           | 0           | 4           | 0           | 0      | 0      | 46   | 1    |
| レアル・マドリード | 1990-91  | 36         | 0          | 0           | 0           | 5           | 0           | 0      | 0      | 41   | 0    |
| レアル・マドリード | 1991-92  | 37         | 0          | 7           | 0           | 10          | 0           | 0      | 0      | 54   | 0    |
| レアル・マドリード | 1992-93  | 12         | 0          | 4           | 0           | 2           | 0           | 0      | 0      | 18   | 0    |
| レアル・マドリード | 1993-94  | 12         | 0          | 0           | 0           | 0           | 0           | 1      | 0      | 13   | 0    |
| レアル・マドリード | 1994-95  | 10         | 1          | 0           | 0           | 2           | 0           | 0      | 0      | 12   | 1    |
| レアル・マドリード | 1995-96  | 23         | 0          | 2           | 0           | 4           | 0           | 0      | 0      | 29   | 0    |
| レアル・マドリード | 1996-97  | 16         | 0          | 2           | 0           | 0           | 0           | 0      | 0      | 18   | 0    |
| レアル・マドリード | 1997-98  | 4          | 0          | 1           | 0           | 1           | 0           | 0      | 0      | 6    | 0    |
| レアル・マドリード | 通算     | 363        | 3          | 58          | 0           | 70          | 0           | 1      | 0      | 497  | 3    |

1コパ・デル・レイ, コパ・デ・ラ・リーガ.
2UEFAチャンピオンズカップ, UEFAカップ.

## 獲得タイトル
レアル・マドリード
- プリメーラ・ディビシオン : 7回 1985-86, 1986-87, 1987-88, 1988-89, 1989-90, 1994-95, 1996-97
- コパ・デル・レイ : 2回 1989, 1993
- UEFAチャンピオンズリーグ : 1回 1997-98
- UEFAカップ : 2回 1985, 1986